# Люборча (потік)
Люборча (словац. Ľuborča) — річка в Словаччині; права притока Вагу. Протікає в окрузі Тренчин.
Довжина — 13,3 км. Витікає в масиві Білі Карпати (частина Сучанська верховина) на висоті 710 метрів.
Протікає територією міста Немшова. Впадає у Ваг на висоті 220 метрів.